# Kleefkruidschildwants
De kleefkruidschildwants (Dyroderes umbraculatus) is een wants uit de familie van de schildwantsen (Pentatomidae).

## Uiterlijke kenmerken
De kleefkruidschildwants is grijsbruin tot bruinrood gekleurd. Een breedgebouwde wants met een schildje dat niet tot aan de achterkant van het achterlijf doorloopt. Kenmerkend zijn de zeer brede, afgeronde schouders met lichte voorhoeken. De lengte is ongeveer 7 tot 9 millimeter lang. De antennes zijn zwart met witte ringen. De buik is geel met een zwarte basis.

## Verspreiding en habitat
Het verspreidingsgebied beslaat vooral in de landen die grenzen aan de Middellandse Zee, in het Zwarte zee gebied en in centraal Europa. De soort is wijdverspreid en vaak zeer algemeen in de zuidelijke helft van Europa en komt niet verder naar het noorden dan de 50e breedtegraad. Echter wordt de wants steeds vaker nu boven deze lijn gevonden. Voor het eerst in 2004 in België en in 2019 voor het eerst in Nederland.

## Leefwijze
Het is een warmteminnende soort van droge tot matige vochtige biotopen, die leeft van sappen van de kleefkruid in randen van bossen en struwelen. De soort heeft één generatie per jaar en de volwassen dieren overwinteren. De nieuwe generatie is vanaf juli volwassen.